# 尤寧鎮區 (堪薩斯州塞奇威克縣)
尤寧鎮區（英語：Union Township）為美國堪薩斯州塞奇威克縣轄下的鎮區。2010年美国人口普查中此鎮區人口有2,410人。

## 地理
尤寧鎮區涵蓋總面積為93.6平方（36.14平方英里），其中陸地面積為93.4平方（36.05平方英里），水域面積為0.23平方（0.09平方英里）或0.25%。海拔高度421（1,381英尺）。

## 人口統計
根據2010年美國人口普查，尤寧鎮區人口有2,410人，其中男性有1,231人，女性有1,179人，人口密度為每平方公里25.76人，住房計819戶。鎮區內的白人有2,330人，非裔美國人有10人，美洲原住民有9人，亞裔美國人有11人，太平洋島裔美國人有1人，其他種族有22人，混血種族則有27人。此外鎮區內有59人為西班牙裔或拉丁裔美國人。此鎮區之年齡中位數為33.9歲，而男性年齡中位數為33.4歲，女性年齡中位數為34.5歲。

## 交通

### 主要公路
- 96號堪薩斯州州道